# Bosman 8
Bosman 8 – ośmiobitowy mikrokomputer opracowany na Politechnice Gdańskiej w 1986 roku, a następnie produkowany w latach 1988-89 w Zakładzie Produkcji Doświadczalnej Sprzętu Elektronicznego w gdańskim Unimorze. Komputer współpracował z terminalem AN-2001 lub ANG-3001. Wyprodukowano tysiąc sztuk.

## Dane techniczne
- procesor: Z80A 3,5 MHz
- RAM: 512 kB
- ROM: 16 kB
- napędy dyskietek w obudowie jednostki centralnej:
  - 2 × 3” 2 × 200 kB, lub
  - 1 × 5 1/4"
- łącza: monitor, stacja, Centronics, V.24
- dźwięk: 1 kanał, wbudowany głośnik
- klawiatura: 78 klawiszy
- obraz monochromatyczny:
  - 80 × 25 znaków – tryb znakowy
  - 512 × 256 punktów – tryb graficzny
  - monitory: Neptun 156, M4902, M4801
- zasilanie: +5 V, +12 V, −12 V

## Matex ANC-4512
Koncepcja komputera Bosman powstała na Politechnice Gdańskiej około 1984 roku. Kilka lat wcześniej, dla przemysłu okrętowego, zaprojektowano na uczelni terminal znakowy AN-2000, potem Unimor rozpoczął produkcję monitorów M156. W ten sposób narodził się pierwowzór "Bosmana". W zasadzie konstrukcyjnie (oraz nawet stylistycznie) był tym samym, co on, ale jego producentem nie był Unimor. W 1986 roku produkcję zaprojektowanej na PG maszyny rozpoczęło gdańskie przedsiębiorstwo Matex, zaś komputer nazwano ANC-4512. Firma wyprodukowała ok. 200 komputerów, po czym produkcja została przeniesiona do Unimoru.

## Oprogramowanie
System operacyjny: CPM/R (zgodny z CP/M 2.2); podstawowa część systemu zapisana w ROM-ie; programy usługowe na dyskietce.

## Cena
Komputer ze stacją dysków w 1988 roku kosztował 1 300 000 zł.